# جورجیوس روبانیس
جورجیوس روبانیس (به یونانی: Γεωργιος Ρουμπανης؛ ۱۵ اوت ۱۹۲۹ – ۱۱ فوریهٔ ۲۰۲۵) ورزشکار پرش با نیزه اهل یونان بود.
از افتخارات وی، می‌توان به کسب مدال برنز در بازی‌های المپیک تابستانی ۱۹۵۶ اشاره‌کرد.
روبانیس در ۱۱ فوریهٔ ۲۰۲۵، در سن ۹۵ سالگی در آتن، یونان درگذشت.